# سامسونج هيلث
سامسونج هيلث (بالإنجليزية: Samsung Health)‏ هو تطبيق مجاني طورته سامسونج يعمل على تتبع جوانب مختلفة من الحياة اليومية تساهم في الرفاهية مثل النشاط البدني والنظام الغذائي والنوم، تم إطلاق التطبيق في 2 يوليو 2012، مع هاتف سامسونج الذكي الجديد، سامسونج إس 3، تم تثبيت التطبيق بشكل افتراضي فقط على بعض الهواتف الذكية للعلامة التجارية، يمكن أيضًا تنزيله من متجر سامسونج.

## تاريخ
منذ منتصف سبتمبر 2015، التطبيق متاح لجميع مستخدمي اندرويد.
اعتبارًا من 2 أكتوبر 2017، التطبيق متاح لأجهزة آيفون من iOS 9.0.
غيّر التطبيق اسمه من S Health إلى Samsung Health في 4 أبريل 2017، عندما أصدر الإصدار 5.7.1

## وصلات خارجية
- الموقع الرسمي